# Astragalus eustrophacanthus
Astragalus eustrophacanthus es una especie de planta del género Astragalus, de la familia de las leguminosas, orden Fabales.

## Distribución
Astragalus eustrophacanthus es una especie nativa de Afganistán (Ghazni, Orozgan / Daykundi).

## Taxonomía
Fue descrita científicamente por Rech. fil. & Edelb. Fue publicado en Biologiske Skrifter 9(3): 87 (1958).
Sinonimia
- Astragalus stipitatus angustifructus Podl.